# الدوري الألماني الشرقي 1960
الدوري الألماني الشرقي 1960 هو الموسم 14 من الدوري الألماني الشرقي. أقيم خلال الفترة 19 مارس 1960 وحتى 27 نوفمبر 1960، وأشرف على تنظيمه الاتحاد الأوروبي لكرة القدم، وكان عدد الأندية المشاركة فيه 14، وفاز فيه نادي فرانكفورت.